# Ga Công Quán
Ga Công Quán (tiếng Trung: 公館站; Hán-Việt: Công Quán trạm, tiếng Anh: Gongguan Station) là một ga tàu điện ngầm (đường sắt đô thị) thuộc tuyến Tùng Sơn-Tân Điếm của hệ thống đường sắt đô thị Đài Bắc, Đài Loan. Ga này nằm gần Đại học quốc lập Đài Loan.

## Tổng quan

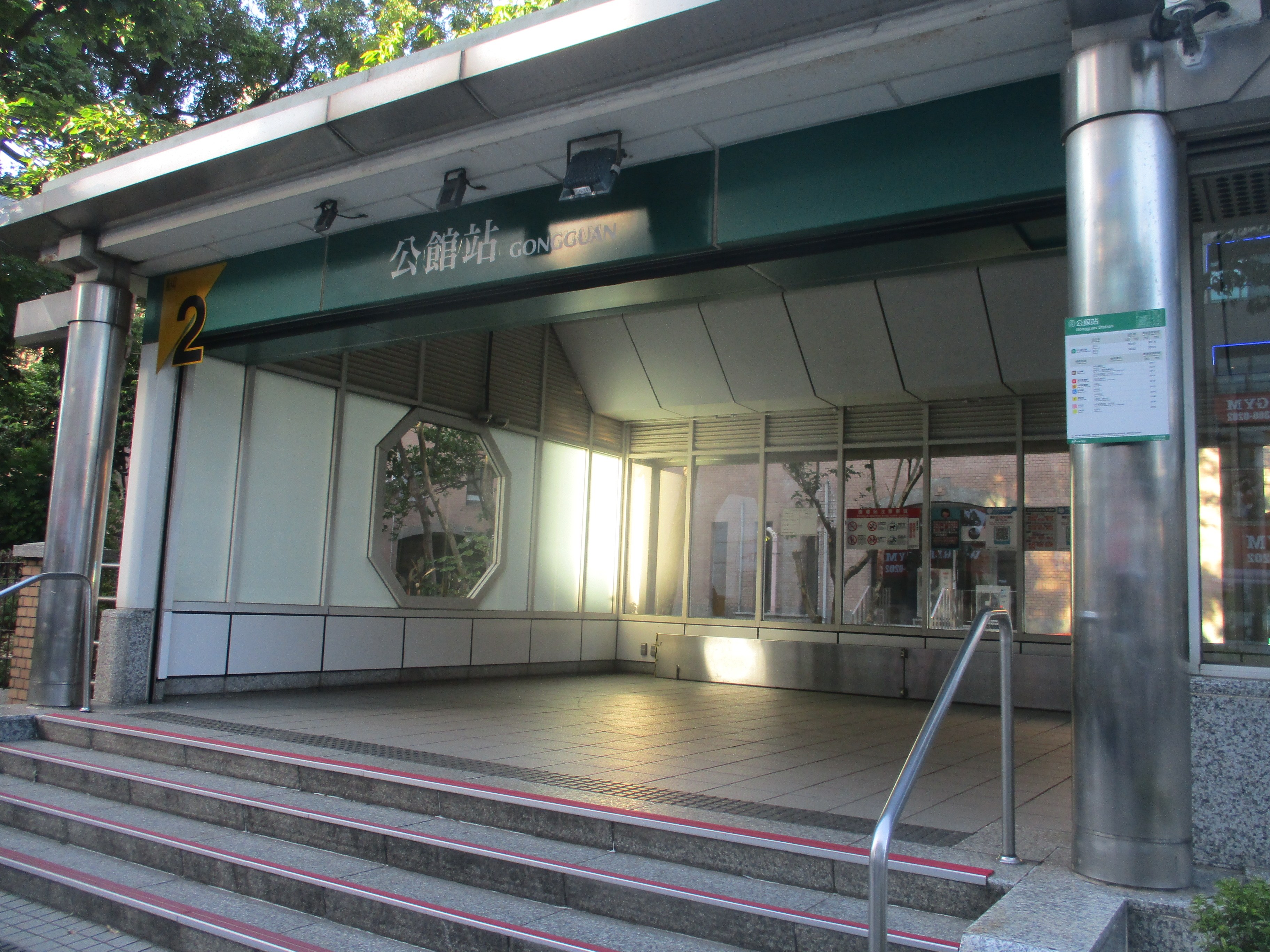
Lối ra vào số 2 của ga Công Quán

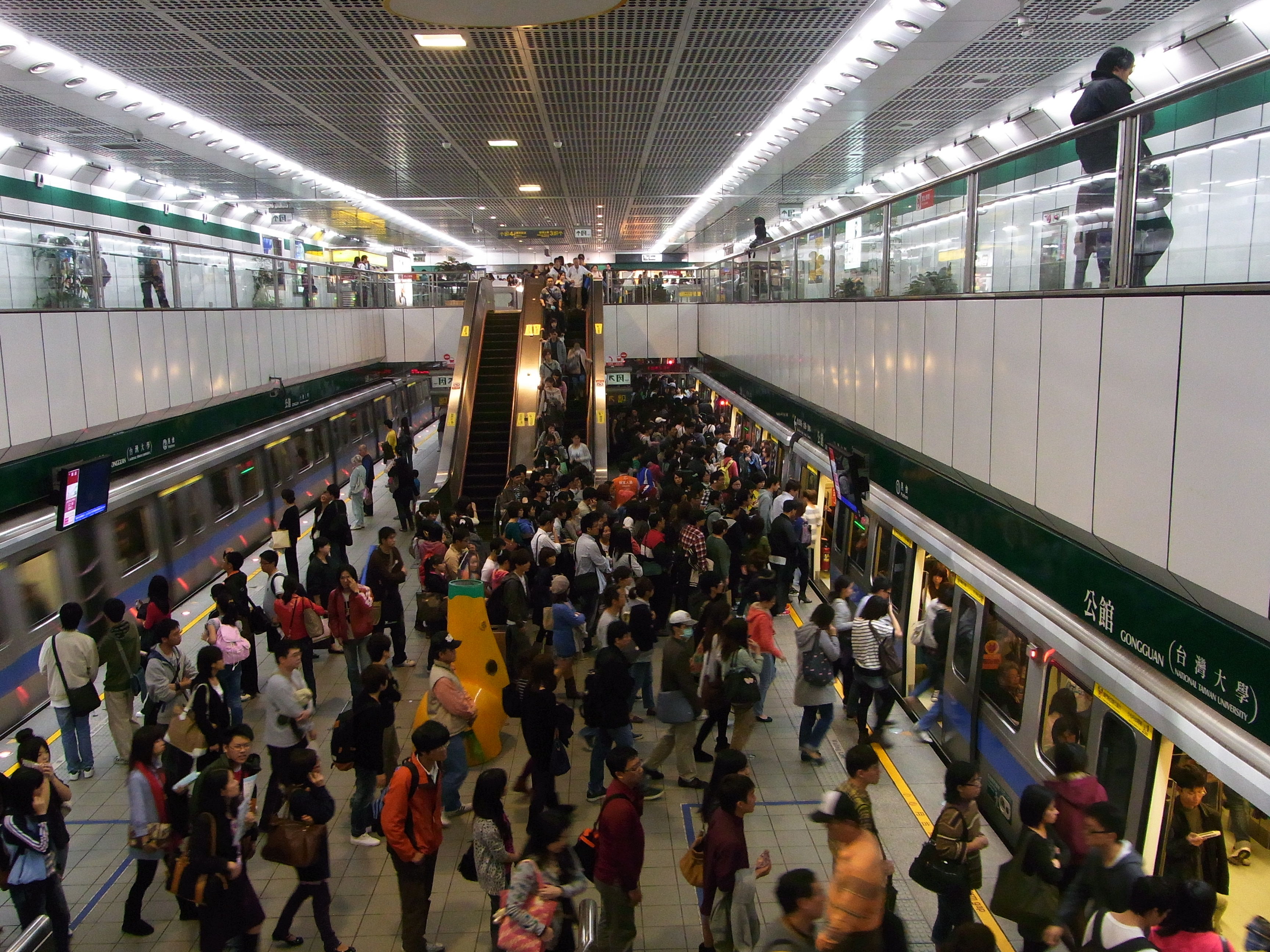
Sân ga Công Quán

Ga Công Quán nằm ngầm, gồm hai tầng sâu, có một sân ga kiểu đảo và bốn lối ra vào. Phòng vệ sinh nằm phía bên ngoài khu thu vé, gần lối ra vào.

## Lịch sử
Ban đầu người ta dự tính xây hai ga riêng biệt: một ga để phục vụ Đại học quốc lập Đài Loan còn ga kia (đặt tên là ga Công Quán) sẽ nằm tại giao lộ đường Roosevelt và đường Cơ Long. Tuy vậy sau đó hai ga này được hoạch định lại làm một và xây tại địa điểm hiện tại. Ga mở cửa vào ngày 11 tháng 11 năm 1999.
Có một thang máy được mở ở chỗ lối ra vào số 2 để phục vụ sinh viên Đại học quốc lập Đài Loan. Thang này hoàn thành sau một năm xây dựng, vào ngày 16 tháng 6 năm 2010.

## Bố trí nhà ga
| Mặt đường | Lối vào/Lối ra                      | Lối vào/Lối ra                                                                             |
| B1        | Sảnh chính                          | Lối đi, quầy thông tin, máy bán vé tự động, cổng soát vé một chiều                         |
| B1        | Sảnh chính                          | Nhà vệ sinh (mặt phía nam, bên ngoài khu thu vé, gần lối ra số 1 và 2), Bưu điện Công Quán |
| B2        | Sân ga số 1                         | ← Tuyến Tùng Sơn-Tân Điếm về hướng ga Tùng Sơn (G08 Ga Tòa nhà Điện lực Đài Loan)          |
| B2        | Sân ga kiểu đảo, cửa bên trái sẽ mở |                                                                                            |
| B2        | Sân ga số 2                         | → Tuyến Tùng Sơn-Tân Điếm về hướng ga Tân Điếm (G06 Ga Vạn Long) →                         |

## Xung quanh nhà ga
- Viện bảo tàng Động vật học
- Công viên nước Đài Bắc
- Đại học quốc lập Đài Loan
- Viện bảo tàng Nước uống
- Bảo Tàng Nham
- Chợ đêm Công Quán